# Проворов, Пётр Николаевич
Петр Николаевич Проворов (22 июля 1900—1962) — советский энергетик и гидротехник, учёный гидравлик, ректор Ленинградского гидротехнического института, первый директор «ВНИИГ имени Веденеева».

## Биография
Проворов П. Н. родился 22 июля 1900 года в городе Санкт-Петербурге. Окончил Санкт-Петербургский государственный политехнический университет.
1930—1931 — ректор Ленинградского гидротехнического института.
1931—1937 — основатель и первый директор «Всесоюзного научно-исследовательского института гидротехники им. Б. Е. Веденеева» («ВНИИГ им. Б. Е. Веденеева»). Внес большой вклад в организацию научных исследований в области энергетического строительства в 30-е годы, в подготовку научных и инженерных кадров гидроэнергетики. С 1937 года — главный инженер участка на строительстве Большого Чуйского канала и заместитель главного инженера строительства Ворошиловской ГЭС. 1953 — преподаватель гидротехнического факультета Киргизского сельхозинститута. 1956 — стал одним из организаторов и первым деканом строительного факультета Фрунзенского Политехнического института.

## Родственники
Двоюродный брат Проворов, Николай Васильевич — известный ученый, полярник, охотовед.
Двоюродный брат Проворов, Михаил Васильевич — ученый лесовод, создатель уникальных лесных пород имени М. В. Проворова.